# John of Beaufort
John of Beaufort (auch John of Lancaster) (* vor Mai 1286; † um 1317, nach anderen Angaben um 1327) war ein anglo-französischer Adliger.

## Leben
John entstammte einer Nebenlinie der englischen Herrscherfamilie Plantagenet. Er war der dritte und jüngste Sohn von Edmund Crouchback, einem jüngeren Sohn von König Heinrich III., und von dessen Frau Blanche d’Artois. Von seiner aus Frankreich stammenden Mutter erbte er die Herrschaft Beaufort sowie Nogent-sur-Marne in der Île de France. Vor 1312 heiratete er Alix, die Witwe des französischen Adligen Jean, Seigneur de Arcies-sur-Aube und Chacenay (Haus Chacenay). Sie war eine Tochter von Jean de Joinville. John starb jedoch wahrscheinlich kinderlos. Sein Erbe wurde sein älterer Bruder Henry of Lancaster.